# Leopoldo Federico di Württemberg-Mömpelgard
Leopoldo Federico di Württemberg-Mömpelgard (Mömpelgard, 30 maggio 1624 – Mömpelgard, 15 giugno 1662) fu duca di Württemberg-Mömpelgard dal 1631 fino alla sua morte.

## Biografia
Leopoldo Federico era figlio di Ludovico Federico e della sua prima moglie Elisabetta Maddalena d'Assia-Darmstadt. Succedette a suo padre, sotto la tutela degli zii, Giulio Federico, duca di Wurtemberg-Weltingen e Giorgio, langravio d'Assia-Darmstadt, nel 1631, nel mezzo della guerra dei trent'anni.
Nel 1633 Montbéliard fu minacciata dalle truppe imperiali comandate dal duca Carlo IV di Lorena. La situazione era così critica che Leopoldo Federico dovette ricorrere all'aiuto del re Luigi XIII di Francia per evitare la distruzione totale dei suoi possedimenti e Montbéliard fu quindi occupata dalle truppe francesi per diciassette anni. Tuttavia, le truppe francesi non poterono impedire a Montbéliard di essere saccheggiata e distrutto dalle truppe del duca lorenese nel 1635, causando carestie ed epidemie di peste. Dopo la pace di Vestfalia, Leopoldo Federico riprese il controllo di Montbéliard nel 1651.
Nel giugno 1662, Leopoldo Federico morì all'età di 38 anni mentre partecipava ad una liturgia protestante. Aveva sposato con sua cugina Sibilla (1620-1707), figlia del duca Giovanni Federico del Württemberg, nel 1647, ma dal matrimonio non erano nati figli. Gli successe come duca Württemberg-Mömpelgard il fratellastro Giorgio.

## Ascendenza
|                                                      |                                          |                                                    | Genitori                                         |  |  | Nonni |  |  | Bisnonni                                    |  |  | Trisnonni                                     |  |
|                                                      |                                          |                                                    |                                                  |  |  |       |  |  | 8. Georg I, conte di Württemberg-Mömpelgard |  |  | 16. Heinrich, conte di Württemberg-Mömpelgard |  |
|                                                      |                                          |                                                    |                                                  |  |  |       |  |  | 8. Georg I, conte di Württemberg-Mömpelgard |  |  | 16. Heinrich, conte di Württemberg-Mömpelgard |  |
|                                                      |                                          | 17. Eva von Salm                                   |                                                  |  |  |       |  |  | 8. Georg I, conte di Württemberg-Mömpelgard |  |  |                                               |  |
| 4. Friedrich I, duca del Württemberg                 |                                          |                                                    |                                                  |  |  |       |  |  | 8. Georg I, conte di Württemberg-Mömpelgard |  |  |                                               |  |
|                                                      |                                          | 9. Barbara von Hessen                              | 18. Philipp I, langravio d'Assia                 |  |  |       |  |  |                                             |  |  |                                               |  |
|                                                      |                                          | 9. Barbara von Hessen                              | 18. Philipp I, langravio d'Assia                 |  |  |       |  |  |                                             |  |  |                                               |  |
|                                                      |                                          | 9. Barbara von Hessen                              | 19. Christina von Sachsen                        |  |  |       |  |  |                                             |  |  |                                               |  |
| 2. Ludwig Friedrich, duca di Württemberg-Mömpelgard  |                                          | 9. Barbara von Hessen                              |                                                  |  |  |       |  |  |                                             |  |  |                                               |  |
|                                                      |                                          | 10. Joachim Ernst, principe di Anhalt              | 20. Johann IV, principe di Anhalt-Zerbst         |  |  |       |  |  |                                             |  |  |                                               |  |
|                                                      |                                          | 10. Joachim Ernst, principe di Anhalt              | 20. Johann IV, principe di Anhalt-Zerbst         |  |  |       |  |  |                                             |  |  |                                               |  |
|                                                      |                                          | 10. Joachim Ernst, principe di Anhalt              | 21. Margareta von Brandenburg                    |  |  |       |  |  |                                             |  |  |                                               |  |
| 5. Sibylla von Anhalt                                |                                          | 10. Joachim Ernst, principe di Anhalt              |                                                  |  |  |       |  |  |                                             |  |  |                                               |  |
|                                                      |                                          | 11. Agnes von Barby-Mühlingen                      | 22. Wolfgang I, conte di Barby-Mühlingen         |  |  |       |  |  |                                             |  |  |                                               |  |
|                                                      |                                          | 11. Agnes von Barby-Mühlingen                      | 22. Wolfgang I, conte di Barby-Mühlingen         |  |  |       |  |  |                                             |  |  |                                               |  |
|                                                      |                                          | 11. Agnes von Barby-Mühlingen                      | 23. Agnes von Mansfeld                           |  |  |       |  |  |                                             |  |  |                                               |  |
| 1. Leopold Friedrich, duca di Württemberg-Mömpelgard |                                          | 11. Agnes von Barby-Mühlingen                      |                                                  |  |  |       |  |  |                                             |  |  |                                               |  |
|                                                      | 12. Georg I, langravio d'Assia-Darmstadt | 24. Philipp I, langravio d'Assia (= 18)            |                                                  |  |  |       |  |  |                                             |  |  |                                               |  |
|                                                      | 12. Georg I, langravio d'Assia-Darmstadt | 24. Philipp I, langravio d'Assia (= 18)            |                                                  |  |  |       |  |  |                                             |  |  |                                               |  |
|                                                      | 12. Georg I, langravio d'Assia-Darmstadt | 25. Christina von Sachsen (= 19)                   |                                                  |  |  |       |  |  |                                             |  |  |                                               |  |
| 6. Ludwig V, langravio d'Assia-Darmstadt             | 12. Georg I, langravio d'Assia-Darmstadt |                                                    |                                                  |  |  |       |  |  |                                             |  |  |                                               |  |
|                                                      |                                          | 13. Magdalena zur Lippe                            | 26. Bernhard VIII, conte di Lippe                |  |  |       |  |  |                                             |  |  |                                               |  |
|                                                      |                                          | 13. Magdalena zur Lippe                            | 26. Bernhard VIII, conte di Lippe                |  |  |       |  |  |                                             |  |  |                                               |  |
|                                                      |                                          | 13. Magdalena zur Lippe                            | 27. Katharina von Waldeck-Eisenberg              |  |  |       |  |  |                                             |  |  |                                               |  |
| 3. Elisabeth Magdalena von Hessen-Darmstadt          |                                          | 13. Magdalena zur Lippe                            |                                                  |  |  |       |  |  |                                             |  |  |                                               |  |
|                                                      |                                          | 14. Johann Georg, principe elettore di Brandeburgo | 28. Joachim II, principe elettore di Brandeburgo |  |  |       |  |  |                                             |  |  |                                               |  |
|                                                      |                                          | 14. Johann Georg, principe elettore di Brandeburgo | 28. Joachim II, principe elettore di Brandeburgo |  |  |       |  |  |                                             |  |  |                                               |  |
|                                                      |                                          | 14. Johann Georg, principe elettore di Brandeburgo | 29. Magdalene von Sachsen                        |  |  |       |  |  |                                             |  |  |                                               |  |
| 7. Magdalena von Brandenburg                         |                                          | 14. Johann Georg, principe elettore di Brandeburgo |                                                  |  |  |       |  |  |                                             |  |  |                                               |  |
|                                                      |                                          | 15. Elisabeth von Anhalt                           | 30. Joachim Ernst, principe di Anhalt (= 10)     |  |  |       |  |  |                                             |  |  |                                               |  |
|                                                      |                                          | 15. Elisabeth von Anhalt                           | 30. Joachim Ernst, principe di Anhalt (= 10)     |  |  |       |  |  |                                             |  |  |                                               |  |
|                                                      |                                          | 15. Elisabeth von Anhalt                           | 31. Agnes von Barby-Mühlingen (= 11)             |  |  |       |  |  |                                             |  |  |                                               |  |
|                                                      |                                          | 15. Elisabeth von Anhalt                           |                                                  |  |  |       |  |  |                                             |  |  |                                               |  |

| Controllo di autorità | VIAF (EN) 220495085 · ISNI (EN) 0000 0003 6001 1863 · CERL cnp01418648 · LCCN (EN) n2016006664 · GND (DE) 1018388621 |